# Син Ґодзілли
«Син Годзілли» (яп. 怪獣島の決戦ゴジラの息子) — японський кайдзю-фільм, знятий Дзюн Фукудою, продовження фільму «Ґодзілла проти морського монстра». Це восьмий фільм про динозавра Ґодзіллу і перший про павука Кумонгу, богомола Камакураса і динозавра Мініллу. В Японії фільм вийшов в прокат 16 грудня 1967 року.
Реліз фільму на DVD відбувся в 2004 році.

## Сюжет
Команда вчених намагається вдосконалити систему контролю погоди.  Їхнім зусиллям заважає прибуття допитливого репортера та раптова присутність гігантських богомолів. Перше випробування системи погодного контролю провалюється, тому що сигнал від пульта до радіоактивного аеростату збивається незрозумілим сигналом, який надходить з центру острова. Аеростат передчасно вибухає, створюючи радіоактивну бурю, яка змушує гігантських богомолів зростати до величезних розмірів. Вчені знаходять гігантських богомолів Камакурасів (Ґімантісів в англомовній версії), які викопують яйце з-під землі. З яйця вилуплюється дитинча Ґодзілли. Вчені розуміють, що телепатичні сигнали дитинчати про допомогу були тими сигналами, які зіпсували їх експеримент.  Незабаром після цього Ґодзілла прибуває на острів у відповідь на сигнали немовляти, руйнуючи базу вчених, та поспішаючи захистити дитину. Ґодзілла вбиває двох Камакурасів під час битви, тоді як одному вдається втекти в безпечне місце.
Дитина Ґодзілли, яку називають Мінілла, швидко виростає приблизно до половини розміру дорослої Ґодзілли, і Ґодзілла навчає її важливим навичкам — ревіти та використовувати свій атомний промінь. Спочатку Мініллі важко зробити щось, крім кілець диму, але Ґодзілла наступає йому на хвіст, і тоді Мінілла випускає атомний промінь. Мінілла приходить на допомогу Саеко (дівчині, яка застряла колись на острові), коли на неї нападав Камакурас, але ненавмисно пробуджує Кумонгу (Спіго в англомовній версії), гігантського павука, який спав у долині. Кумонга атакує печеру, де ховаються вчені, і Мінілла потрапляє в сутичку.
Кумонга затримує Міннілу та Камакураса своєю павутиною, але коли Кумонга починає харчуватися померлим Камакурасом, прибуває Ґодзілла. Ґодзілла рятує Мінілу, і вони разом перемагають Кумонгу, стріляючи своїми атомними променями. Вчені нарешті використовують свій вдосконалений пристрій для зміни погоди на острові, щоб монстри не заважали їм покидати острів, і тропічний острів покривається снігом і льодом. Коли вчених рятує американський підводний човен, Ґодзілла та Мінілла лягають у сплячку, очікуючи, поки острів знову стане тропічним.

## Кайдзю
- Ґодзілла
- Мінілла
- Камакурас
- Кумонга

## В ролях
- Тадао Такасіма —	Цунедзо Кусумі
- Акіра Кюбо — Горо Макі
- Акіхіко Хірата  — Фудзісакі
- Бібарі Маеда — Саеко Мацумія
- Йосіо Цусія — Фурюкава
- Кендзі Сахара — Моріо
- Кен'ітіро Маруяма — Одзава
- Сейсірьо Кюно — Тасіро
- Ясухіко Сайдзьо — Судзукі
- Ю Секіда
- Сейдзі Онака
- Хвруо Накадзіма — Ґодзілла
- Матян — Мінілла

## Ідея сюжету
Ідея фільму була навіяна фільмом «Син Конга», знятим 34 роками раніше. Також сильний вплив справив американський фільм «Тарантул» — сюжет фільму «Син Ґодзілли» має схожі моменти — та ж робота вчених, спрямована на поліпшення продовольчої ситуації призводить до появи гігантського павука, що є головним антагоністом фільму.  Гігантський богомол Камакурас є явним відсиланням до фільму «Смертельний богомол».

## Критика
Реакція критиків на фільм була однозначно позитивною: на «Rotten Tomatoes» його оцінили на 71%.  Позитивні відгуки отримав і сам сюжет, і деякі кумедні моменти з монстрами.

## Цікаві факти
- В американській версії фільму Камакурас був названий «Гімантісом» (Gimantis), а Кумонга — «Спіга» (Spiega).
- В Японії в кінотеатрах фільм переглянули 2 480 000 глядачів.
- Актор Харуо Накадзіма, який зображав в деяких сценах Ґодзіллу, знявся в тому ж році у фільмі «Втеча Кінг-Конга», де йому була відведена роль Кінг-Конга.